# Supremacia quântica
Supremacia Quântica é o potencial da computação quântica de resolver problemas que computadores clássicos não teriam a capacidade de resolver em termos práticos, como executar algoritmos que levariam muito tempo num computador clássico em um tempo razoável. Teoricamente, isso significa um computador quântico resolver um problema que um computador clássico resolveria em uma certa complexidade de tempo em ordens além da polinomial em relação ao computador clássico. O termo foi proposto e popularizado por John Preskill em um artigo discutindo a possibilidade de tal fronteira computacional ser cruzada. Em Setembro de 2019 a Financial Times anunciou que a empresa Google declarou ter atingido a supremacia quântica com seu computador Sycamore, de 53 qubits, resolvendo em minutos um problema que levaria milhares de anos para um computador clássico resolver.
No final de Outubro de 2019 o Google oficialmente publicou um artigo na revista acadêmica Nature comfirmando o feito. Paralelamente, a IBM contestou os resultados do artigo, afirmando que a estimativa de tempo para a implementação do problema em um computador clássico foi exagerada, e afirmando que o problema poderia ser resolvido pelo seu supercomputador  Summit em um tempo de 2.5 dias.